# Yamamura Kōka

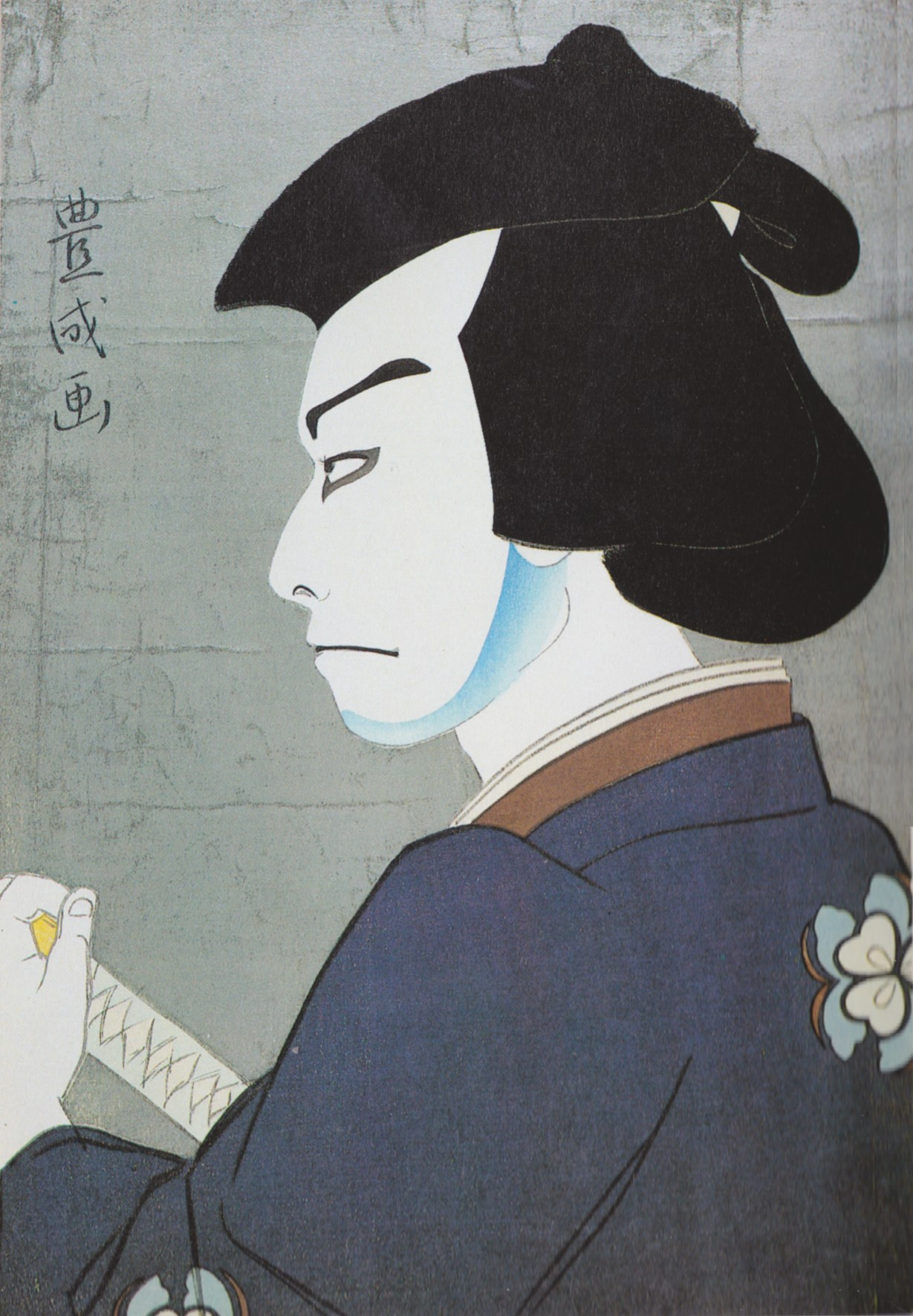
Kabuki-Schauspieler

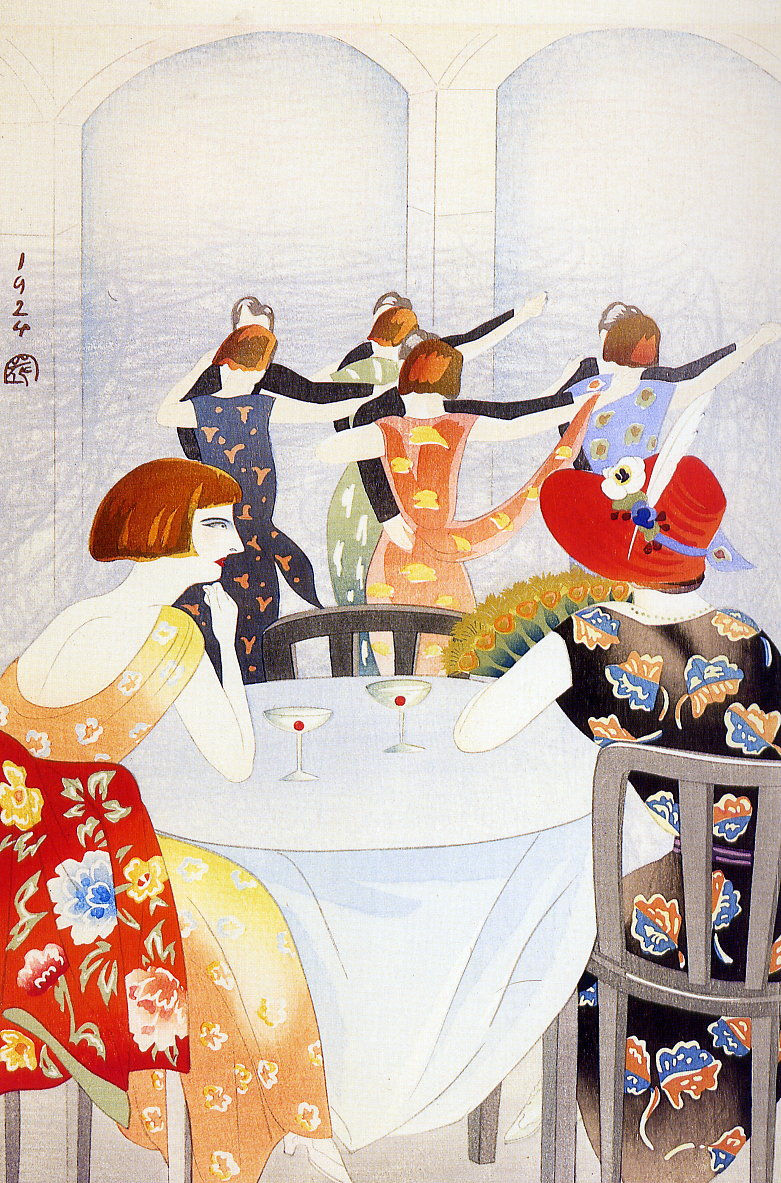
Tanz im New Carlton

Yamamura Kōka (japanisch 山村 耕花; 2. Januar 1886 in Shinagawa, Tokio – 25. Januar 1942, eigentlicher Name Toyonari (豊成)) war ein japanischer Maler der Taishō- und frühen Shōwa-Zeit.

## Leben und Werk
Yamamura wurde im Stadtteil Shinagawa von Tokio als Sohn eines Priesters des Shinagawa-Schreins geboren. Sein erster Lehrer war Ogata Gekkō (尾形 月耕; 1859–1920), aus dessen Namen er das kō (耕) er übernahm. Danach besuchte er die Kunsthochschule Tokio, an der 1909 seinen Abschluss machte. Bereits 1907 wurde ein Bild von ihm mit dem Titel „Feuerbestattung“ (荼毘, dabi) auf der ersten, vom Kultusministerium veranstalteten Ausstellung, der Mombushō Bijutsu Tenrankai (文部省美術展覧会) gezeigt. Bis 1922 hatte er 12 Drucke von bekannten Kabuki-Schauspielern hergestellt, alle als Brustbild (大首絵, ōkubi-e) auf Glimmergrund, die einen Einfluss von Sharaku zeigen. Insgesamt stellte er um die 30 Schauspieler-Drucke her. Ab 1930 stellte er auf der vom Nihon Bijutsu-in veranstalteten jährlichen Ausstellung aus und wurde dort Mitglied.
Yamamuras Darstellungen umfassen neben Köpfen von Kabuki-Schauspielern auch Großstadt-Szenen im Art-déco-Stil der 1920er Jahre. Weiter stellte er „Schöne Frauen“ (bijin) und Landschaften dar.
Seine Gemälde signierte er mit 耕花, seine Drucke mit 豊成.